# Districtul Omagh
Omagh (irlandeză An Ómaigh) este un district în Irlanda de Nord. Din punct de vedere administrativ, Omagh este un district al Irlandei de Nord.

## Orașe înfrățite
- L'Haÿ-les-Roses, Franța